# Jessie Mackay
Jessie Mackay (1864 en Rakaia Gorge – 23 de agosto de 1938, en Christchurch) fue una poetisa neozelandesa.
Sus padres de origen escocés, fueron pastores (más tarde, administrador de la estación ferroviaria local) Robert Mackay y su esposa, Elizabeth Mackay (nacida Ormiston). Ella se fue a Christchurch para formarse como maestra, y enseñó en las pequeñas escuelas rurales hasta 1898. Se mudó a Dunedin, y trabajó como periodista para el Otago Testigo.
En 1902 se trasladó a Christchurch, donde ella vivía con su hermana Georgina. Mackay se encargaba de mantener económicamente, tanto a su hermana como a ella, mediante su trabajo como periodista, al mismo tiempo que se dedicaba a la poesía y a la política. En 1906, ella editora de Canterbury Times. Su trabajo en este tiempo fue publicado en la revista literaria Revista Ilustrada de Nueva Zelanda (fundada en Auckland, en 1899, la última publicación de 1905).
Sus documentos están en manos de la Biblioteca Nacional de Nueva Zelanda, Wellington, Nueva Zelanda.

## Obras
- The Spirit of the Rangatira and other ballads.. Melbourne: George Robertson & Company. 1889.
- The Sitter on the Rail and other poems. Christchurch: Simpson and Williams, 1891.
- From the Maori Sea. Christchurch: Whitcombe and Tombs, 1908.
- Land of the Morning. Christchurch: Whitcombe and Tombs, 1909.
- The Bride of the Rivers and other verses. Christchurch: Simpson and Williams, 1926.
- Vigil. Auckland: Whitcombe and Tombs, 1935